# Kaisariani
Kaisariani ( Grieks: Καισαριανή) is een gemeente (dimos) in de Griekse bestuurlijke regio (periferia) Attica.